# Daisuke Kishio
Daisuke Kishio (jap. 岸尾 だいすけ Kishio Daisuke; ur. 28 marca 1974) – japoński seiyū. Dawniej pracował dla Tokyo Actor’s Consumer’s Cooperative Society, później dla Horipro.

## Filmografia
- Akaneiro ni somaru saka jako Fuyuhiko Nishino
- Ashita no Nadja jako Thomas O’Brien
- Bakuryū Sentai Abaranger jako Dimenoko
- Detroit Metal City
- Jak zostałam bóstwem!? jako Shinjirō Kurama
- Ostatni strażnik magii jako Monryo
- Sailor Moon Crystal jako Jadeite
- Vampire Knight jako Kaname Kuran